# Галещина (станція)
Галещина — проміжна залізнична станція 4-го класу Полтавської дирекції Південної залізниці на електрифікованій лінії Полтава — Кременчук між станціями Ганівка та Потоки. Розташована в селищі Нова Галещина Кременчуцького району.

## Історія
Станцію Галещина відкрита 1870 року, під час прокладання Харківсько-Миколаївської залізниці. Регулярний рух поїздів розпочався влітку 1871 року. Паровози потрібно було охолоджувати через кожні 8 км, а оскільки між станціями оскільки між станціями Потоки та Козельщина відстань була більшою, тож між ними була відкрита станція Галещина.
На перетині XIX—XX століть щороку на станції завантажувалося близько 300 тисяч пудів зерна.
Станція перебувала під тимчасовою фашистською окупацією з 15 вересня 1941 по 28 вересня 1943 роки. Восени 1941 року біля станції дислокувався і вів бої з гітлерівцями бронепоїзд «Маршал Будьонний». 18 серпня 1941 року бронепоїзд під керівництвом капітана Яблонського воював в районі станцій Ганівка, Галещина та Потоки, де був підбитий німцями.
Після війни за браком матеріалів та робочої сили вокзал станції залишився одноповерховим (будівля вокзалу була зруйнована німецько-фашистськими окупантами, до війни було двоповерховим).
У 2004 році здійснений капітальний ремонт всіх будівель та реконструкція привокзальної площі.
На станції Галещина завантажується близько п'яти вантажних вагонів на добу.

## Пасажирське сполучення
На станції Галещина зупиняються приміські поїзди сполученням Полтава — Кременчук.
Раніше на станції зупинявся  поїзд № 375/376 сполученням Харків — Херсон (наразі скасований).
З 12 грудня 2016 року курсували через день вагони безпересадкового  сполучення Ковель — Харків (через Луцьк, Рівне, Бердичів, Козятин, Знам'янку, Павлиш, Кременчук, Кобеляки, Полтаву).
З 22 вересня 2018 року призначалася приміські електропоїзди сполученням Полтава — Золотнишине (м. Горішні Плавні), які згодом були скасовані через нерентабельність.

## Послуги
Станція надає послуги:
- Прийом та видача вантажів вагонними та дрібними відправками, що завантажуються цілими вагонами, лише на під'їзних коліях та місцях незагального користування.
- Продаж квитків на всі пасажирські поїзди.